# NORCECA Final Four maschile
La NORCECA Final Four è una competizione pallavolistica organizzata dalla NORCECA a partire dal 2022. 
Si svolge con cadenza annuale e vi partecipano su invito le migliori quattro nazionali nordamericane non partecipanti alla Volleyball Nations League su base ranking. Dal 2021 al 2022 garantisce l'accesso alla Volleyball Challenger Cup, mentre dal 2023 assegna punti ranking validi per la qualificazione diretta alla Volleyball Nations League.

## Edizioni
| Edizione      | Edizione      | Podio      | Podio           | Podio           |
| Anno          | Organizzatore | Campione   | Seconda         | Terza           |
| ------------- | ------------- | ---------- | --------------- | --------------- |
| 2022 Dettagli | Cuba          | Cuba       | Rep. Dominicana | Messico         |
| 2023 Dettagli | Messico       | Messico    | Rep. Dominicana | Porto Rico      |
| 2024 Dettagli | Porto Rico    | Porto Rico | Rep. Dominicana | Messico         |
| 2025 Dettagli | Messico       | Porto Rico | Messico         | Rep. Dominicana |

## Medagliere
| Pos. | Squadra         | 1º posto | 2º posto | 3º posto | Totale |
| ---- | --------------- | -------- | -------- | -------- | ------ |
| 1    | Porto Rico      | 2        | 0        | 1        | 3      |
| 2    | Messico         | 1        | 1        | 2        | 4      |
| 3    | Cuba            | 1        | 0        | 0        | 1      |
| 4    | Rep. Dominicana | 0        | 3        | 1        | 4      |